# کنگر طلایی (سرده)
کنگر طلایی (نام علمی: Scolymus) نام یک سرده از تیره کاسنیان است.